# Деліо Толедо
Деліо Сесар Толедо Родас (ісп. Delio Toledo, нар. 10 лютого 1976, Доктор-Сесиліо-Баес, Парагвай) — колишній парагвайський футболіст, що грав на позиції захисника.
Виступав, зокрема, за клуб «Реал Сарагоса», а також національну збірну Парагваю.
Дворазовий володар Кубка Іспанії з футболу. Володар Суперкубка Іспанії з футболу. Володар Кубка Туреччини.

## Клубна кар'єра
У дорослому футболі дебютував 1996 року виступами за команду клубу «Атлетіко Колегіалес», в якій провів один сезон, взявши участь у 50 матчах чемпіонату.
Згодом з 1998 по 2002 рік грав у складі команд клубів «Серро Портеньйо», «Удінезе», «Еспаньйол» та «Колон». Протягом цих років виборов титул володаря Кубка Іспанії з футболу.
Своєю грою за останню команду привернув увагу представників тренерського штабу клубу «Реал Сарагоса», до складу якого приєднався 2002 року. Відіграв за клуб з Сарагоси наступні чотири сезони своєї ігрової кар'єри. Більшість часу, проведеного у складі сарагоського «Реала», був основним гравцем захисту команди. За цей час додав до переліку своїх трофеїв ще один титул володаря Кубка Іспанії з футболу, ставав володарем Суперкубка Іспанії з футболу.
Протягом 2006—2010 років захищав кольори команди клубу «Кайсеріспор».
Завершив професійну ігрову кар'єру на батьківщині у клубі «Терсеро де Фебреро», за команду якого виступав протягом 2011 року.

## Виступи за збірну
2003 року дебютував в офіційних матчах у складі національної збірної Парагваю. Протягом кар'єри у національній команді, яка тривала 6 років, провів у формі головної команди країни 35 матчів, забивши 4 голи.
У складі збірної був учасником розіграшу Кубка Америки 1999 року у Парагваї, чемпіонату світу 2006 року у Німеччині.

## Досягнення
- Володар Кубка Іспанії з футболу:

«Еспаньйол»: 1999–2000
«Реал Сарагоса»: 2003-04
- Володар Суперкубка Іспанії з футболу:

«Реал Сарагоса»: 2004
- Володар Кубка Туреччини:

«Кайсеріспор»: 2007-08